# Lukovec, Komen
Lukovec je naselje v Občini Komen.